# Herman Nys
Herman Nys (ur. 1951) – belgijski prawnik, profesor nauk prawnych. Wykładowca i profesor zwyczajny Wydziałów Prawa i Medycyny Uniwersytetu Katolickiego w Leuven. Specjalizuje się w zagadnieniach z zakresu prawa medycznego. Pracuje w Centrum Etyki Biomedycznej i Prawa, jest doradcą biologicznym UNESCO. Członek zagraniczny Wydziału Nauk Medycznych Polskiej Akademii Nauk od 2013 roku. 
Nys jest absolwentem Wydziału Prawa (1974) i doktorem prawa (1980) na K.U. Leuven, i specjalistą prawa medycznego na Uniwersytecie im. Radbouda w Nijmegen. Jest również pracownikiem naukowym Rady Europy w Paryżu i Londynie oraz w British Council, Centre for Medical Law and Ethics, i King's College London. 
Jego książka Geneeskunde. Recht en Medisch Handelen została wydana w 1991 roku i przetłumaczona na języki francuski i angielski. Całkowicie zmienione i poprawione wydanie zostało opublikowane wiosną 2005 roku. Herman Nys jest także redaktorem Międzynarodowej Encyklopedii Prawa Medycznego, luźnego przeglądu prawa medycznego wielu państw. Jego zainteresowania badawcza związane są głównie z genetyką. 
W latach 2000–2006 był członkiem Rady ds. Badań Naukowych KU Leuven. Pełnił funkcję przewodniczącego Komisji Etyki EuropaBio (1998-2000), a od 1996 jest regularnym konsultantem Światowej Organizacji Zdrowia i Rady Europy. Był pierwszym przewodniczącym Federalnej Komisji Praw Pacjenta (2003-2004). Jest także członkiem belgijskiego komitetu doradczego ds. Bioetyki oraz komitetu etyki medycznej na Wydziale Lekarskim. W latach 1997–1999 był profesorem wizytującym na Université catholique de Louvain, a od 1999 do 2006 profesorem międzynarodowego prawa zdrowotnego na Uniwersytecie Maastricht. 

## Życie prywatne
Herman Nys jest żonaty z Riet Leysen, sędzią belgijskiego Trybunału Konstytucyjnego. 

## Książki i publikacje
- Geneeskunde. Recht en Medisch Handelen (1991)[5]
- Medical Law in the Netherlands, Kluwer Law International B.V.[8]
- European Union Health Law, Kluwer Law International B.V.[9]
- Medical Law in Belgium, Kluwer Law International B.V.[10]
- Patient Rights in the EU.: Denmark, Centre for Biomedical Ethics and Law, Katholieke Universiteit Leuven, 2007[11]
- Patient Rights in the EU: Lithuania, KULeuven, Centre for Biomedical Ethics and Law, 2007[12]
- National health insurance and health resources: the European experience, Harvard University Press, 1978[13]